# 喔喔集团
喔喔集团又稱上海喔喔 (集團) 有限的公司、上海喔喔食品、上海喔喔集团有限公司，是中華人民共和國上海市浦东新区的一家糖果企業，產品有喔喔奶糖和佳佳奶糖等。公司前身是1979年由奚云中、顾燕倩二人创建的位於川沙縣的上海庆丰彩印厂，1996年1月改制为有限责任公司。1997年成立上海喔喔（集团）有限公司。

## 外部連結
- 官方网站